# ザイフリボク
ザイフリボク（采振木・采振り木、学名: Amelanchier asiatica）はバラ科の植物。別名シデザクラ。

## 名称
和名「ザイフリボク」の由来は、白く細長い花弁をつけた花序の形が、武士が戦陣を指揮するときに振る采配に見立てたことから「采振り木」と名付けられている。別名の「シデザクラ」は、細長く白い花弁を、しめ縄につける細長い紙片の四手に例えたものである。中国名は「東亞唐棣」。

## 特徴
日本と朝鮮半島に分布し、日本では本州中南部（岩手県以南）、四国、九州に分布する。山地に生える。寒さに強く、萌芽生もあり、あまり土地を選ばずにどこでも育つことができ、やや湿ったところを好む性質がある。
落葉広葉樹の小高木で、高さは約10メートル (m) になる。幼木は灌木状になる。樹皮は淡灰褐色で縦筋があるものや、ないものがある。枝は無毛で短枝でがよくできる。一年枝は細く、紅紫色で皮目が多い。葉は互生し、長さ4 - 9センチメートル (cm) の長楕円形から楕円形で葉先は尖り、葉縁に鋸歯がある。若葉は裏側に白い綿毛が密生する。
花期は4 - 5月。枝の先に白い花を密集して咲かせる。花の花弁は5枚で長さは10 - 15ミリメートル (mm) の線形、雄蕊は20本ある。雌蕊の花柱は5本で中央部まで合着する。
果実は直径6 mmほどの球形で、秋に熟すると黒紫色になり粉白色をおびる。
冬芽は枝に互生し、長楕円形、紅紫色でツヤがある芽鱗5 - 9枚に包まれていて、芽鱗の縁が白い毛で縁取られている。葉痕は三日月形で、維管束痕が3個みられる。

## 利用
庭木、公園木として植栽に利用される。これとは別に庭木にされるもので、北アメリカに産する近縁種のアメリカザイフリボク (A. canadensis) はジューンベリーと呼ばれており、赤く熟した果実を食用とする。